# Приставля Вас
Приставля Вас (словен. Pristavlja vas) — поселення в общині Іванчна Гориця, Осреднєсловенський регіон, Словенія. Висота над рівнем моря: 363 м.